# علم نبراسكا

علم نبراسكا

أعتمد علم ولاية نبراسكا الحالي في يوم 2 نيسان - ابريل من عام 1925 .ويتكون العلم من شعار ولاية نبراسكا ولكن باللون الذهبي مستندة على خلفية زرقاء اللون .